# Харченки (Полтавская область)
Харченки (укр. Харченки) — село,
Мануйловский сельский совет,
Козельщинский район,
Полтавская область,
Украина.
Код КОАТУУ — 5322083004. Население по переписи 2001 года составляло 165 человек.

## Географическое положение
Село Харченки находится на расстоянии в 1,5 км от села Цыбовка и в 2-х км — село Дьяченки.
Местность вокруг села заболочена, много небольших заросших озёр.

## История
Село указано на трехверстовке Полтавской области. Военно-топографическая карта.1869 года как хутор Хорченки